# Ivar Aasen

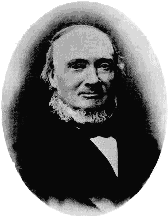
Ivar Aasen

Ivar Andreas Aasen (Ørsta in de regio Sunnmøre, 5 augustus 1813 – Christiania, 23 september 1896) was een Noors taalkundige en, als autodidact, de samensteller van de tweede Noorse schrijftaal, het Nynorsk (Nieuw Noors). Hij schreef eveneens enkele gedichten en een zangspel Ervingen.
Aasen was een boerenzoon uit West-Noorwegen. Van 1843 tot 1846 reisde hij rond in het westen van het land en verzamelde kenmerken en woorden van de verschillende dialecten die daar gesproken werden. Uit deze dialecten stelde hij een schrijftaal samen, waar hij in 1864 de grammatica  (Der norske Folkesprog Grammatik (1848) en Ordbog over der norske Folkesprog (1850) ) en in 1873 het woordenboek van publiceerde. Hij gebruikte zijn nieuwe taal zelf in literaire teksten en hij kreeg al snel veel aanhangers. In 1892 werd het Landsmål (de landstaal) gelijkgesteld aan het Riksmål (de rijkstaal). De geschiedenis van het Noors beschrijft meer achtergronden.
In 1871 ontving Aasen de Zweedse koninklijke onderscheiding Litteris et Artibus.